# St. Marien (Königstein im Taunus)

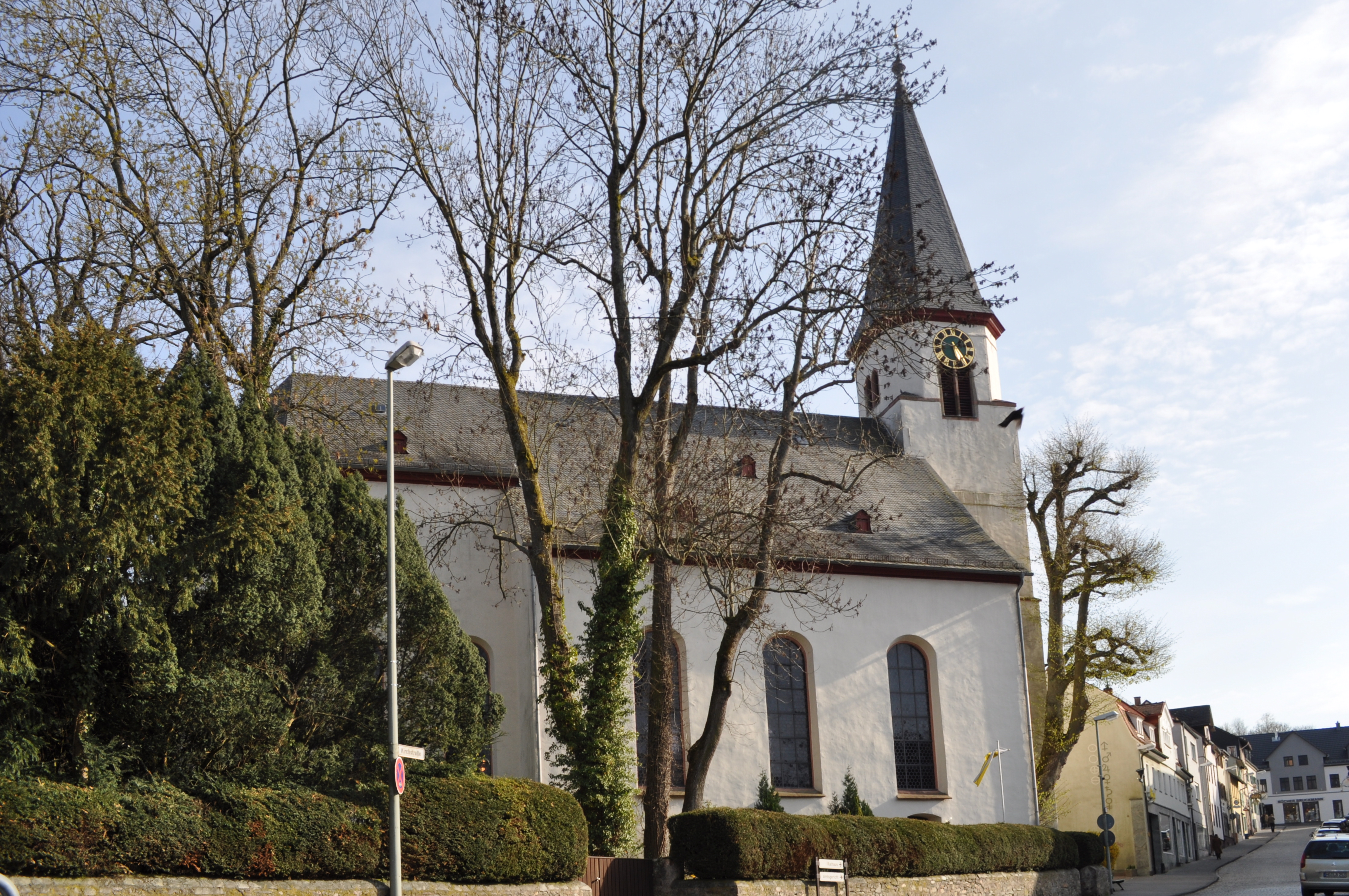
St. Marien in Königstein im Taunus (Außenansicht)

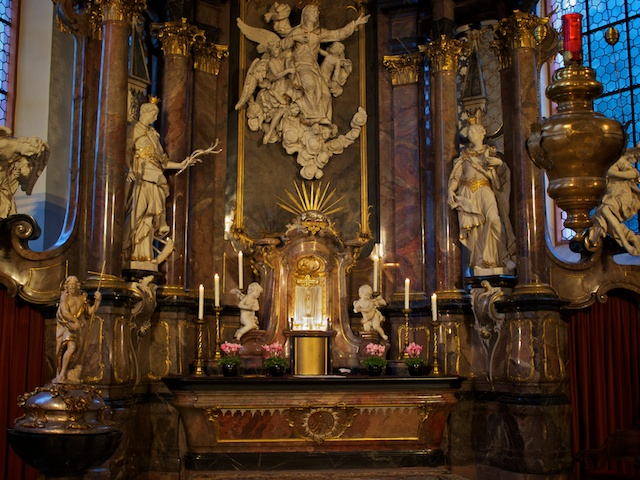
Barocker Hochaltar

Die römisch-katholische, denkmalgeschützte Pfarrkirche St. Marien steht in Königstein im Taunus im Hochtaunuskreis in Hessen. Die Kirche gehört zur Kirchengemeinde Maria Himmelfahrt im Kirchenbezirk Hochtaunus des Bistums Limburg.

## Beschreibung
1260 wurde eine gotische Kirche an Stelle einer Kapelle aus dem 12. Jahrhundert gebaut. 1356 wurde der Kirchturm im Westen an das Kirchenschiff angebaut. Der dreiseitig geschlossene Chor wurde 1442–1466 an das Kirchenschiff nach Osten angebaut. Die Sakristei im Süden entstand 1644. Das Kirchenschiff und der Chor wurden 1744–1746 erneuert, so erscheinen sie noch heute. Im Kirchenschiff wurde ein Muldengewölbe eingezogen. Der Kirchturm wurde um ein achteckiges Geschoss aufgestockt, das die Turmuhr und den Glockenstuhl beherbergt. In ihm hängen drei Kirchenglocken, die 1951 für die im Zweiten Weltkrieg eingeschmolzenen angeschafft wurden. Bedeckt ist der Turm mit einem achtseitigen spitzen Helm. Das Portal wurde in das Vestibül des Turms verlegt. 
Der Hochaltar wurde 1758 von Johann Peter Jäger gebaut. Die Kanzel mit dem vom Pelikan bekrönten Schalldeckel sitzt am Triumphbogen. Die Seitenaltäre, die Maria und dem heiligen Antonius von Padua geweiht sind, stammen aus dem ehemaligen Kapuzinerkloster Königstein. Die über eine steinerne Wendeltreppe erschlossene Empore im Westen war ursprünglich zweigeschossig. In ihrem Schatten steht das Königsteiner Marienbildnis, das Konrad Kuene van der Hallen zugeschrieben wird.